# Moritz Nähr
Moritz Nähr ou Moriz Nähr, né le 4 août 1859 à Vienne et mort dans la même ville le 29 juin 1945, est un photographe autrichien. Nähr est un ami des membres du groupe artistique de la Sécession viennoise ; il est connu pour ses portraits de Gustav Klimt, Gustav Mahler et Ludwig Wittgenstein.

## Biographie
Moritz Nähr est le fils de Johann Georg Nähr (1812-1872), un marchand ambulant propriétaire d'un entrepôt de meubles, et de son épouse Antonia Josefa Neumann (1824-1899) ; son grand-père Johann Michael Nähr (1767-1851) était originaire du village morave d'Oblas (devenue le quartier d'Oblekovice de la ville tchèque de Znojmo) et s'était installé à Vienne.
Nähr étudie à la Kunstgewerbeschule de Vienne en 1875-1876 et y fait la connaissance de Maximilian Lenz, qui reste un ami proche et qui sera en 1898 un des membres fondateurs du mouvement artistique de la Sécession viennoise. Pour des raisons financières, Nähr ne peut se consacrer à la peinture et travaille dans l'atelier de photographie de son frère aîné Karl, à Schemnitz en Slovaquie. Après la mort prématurée de Karl, Moriz Näh revient à Vienne et s'inscrit en 1878 comme auditeur libre à l'Académie des Beaux-Arts de Vienne où il étudie la peinture pendant deux semestres.
Il participe en 1891 à l'Internationale Ausstellung künstlerischer Photographien organisée à Vienne du 4 mai au 14 juin par le Club der Amateur-Photographen in Wien, qui lui apporte une première reconnaissance publique pour ses œuvres. En 1893, Nähr devient membre de la Société photographique de Vienne (Photographische Gesellschaft) ; il est élu au comité directeur en 1907 et reçoit en 1910 la médaille d'or de la Société. En 1908, Nähr devient membre de l'assocation d'artistes Deutscher Werkbund ; en 1912, il est l'un des cofondateurs de l'association Österreichischer Werkbund (de).
Moritz Nähr est lié d'amitié avec des artistes du Hagenbund et de la Sécession viennoise ; il réalise de nombreuses photographies de ces artistes et de leurs ateliers. En 1908, il est nommé Kammerfotograf par l'archiduc François-Ferdinand d'Autriche; il conseille l'archiduchesse d'Autriche Isabelle pour ses prises de vue et reçoit de nombreuses commandes photographiques des Habsbourg.
Il meurt à Vienne le 29 juin 1945 ; il est inhumé au cimetière de Baumgartner (de).

## Expositions
- 24 août – 29 octobre 2018 : Moriz Nähr. Fotograf der Wiener Moderne, Leopold Museum, Vienne[4],[2].

## Photographies

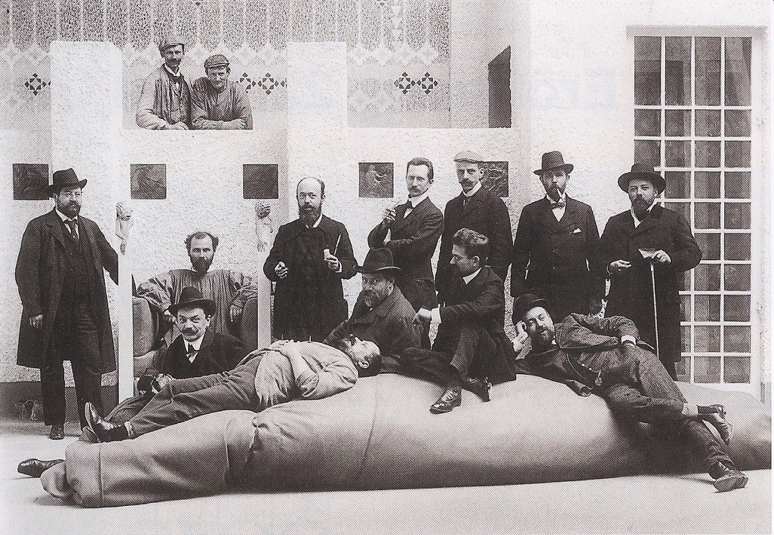
Groupe de la Sécession viennoise, 1902[N 1].
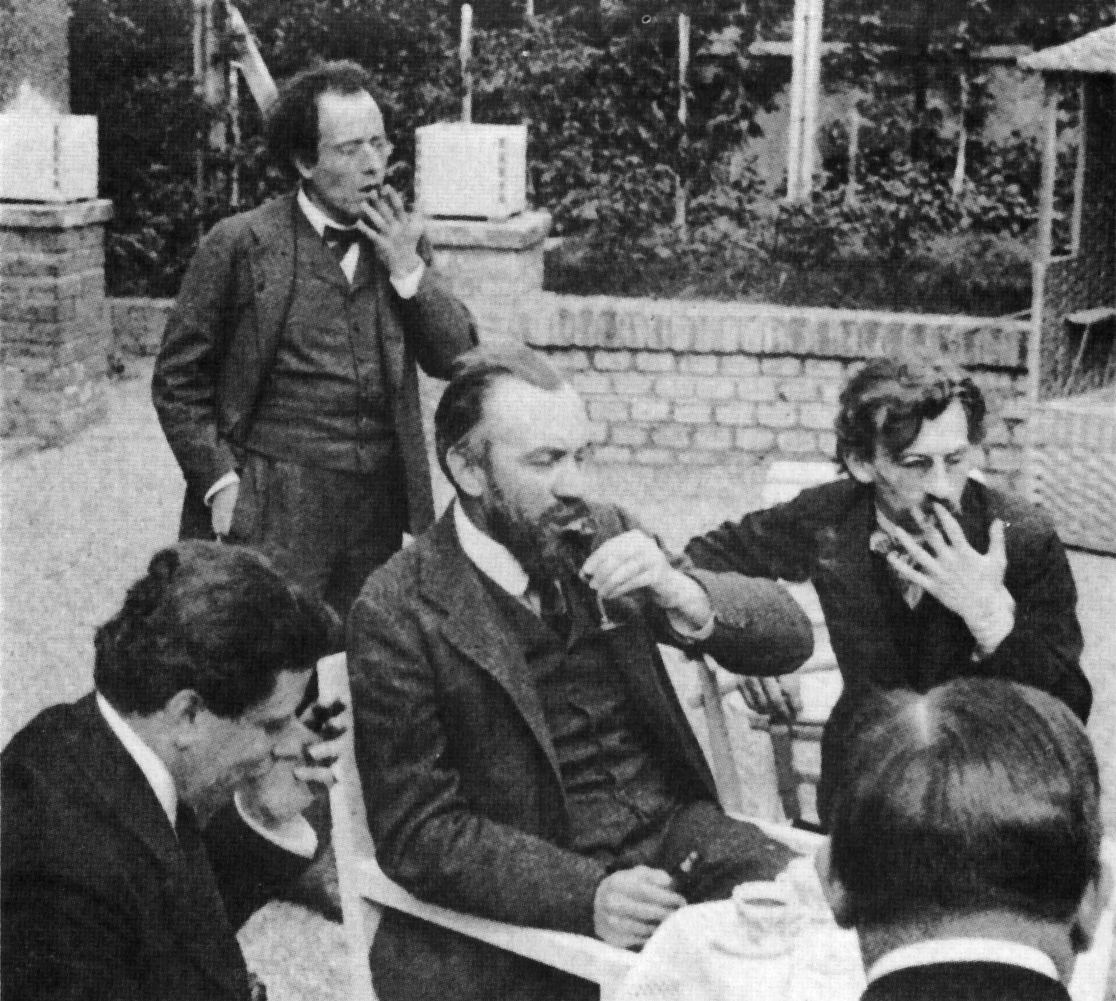
Max Reinhardt, Gustav Mahler, Carl Moll et Hans Pfitzner dans le jardin de la Villa Moll à Vienne, 1905.
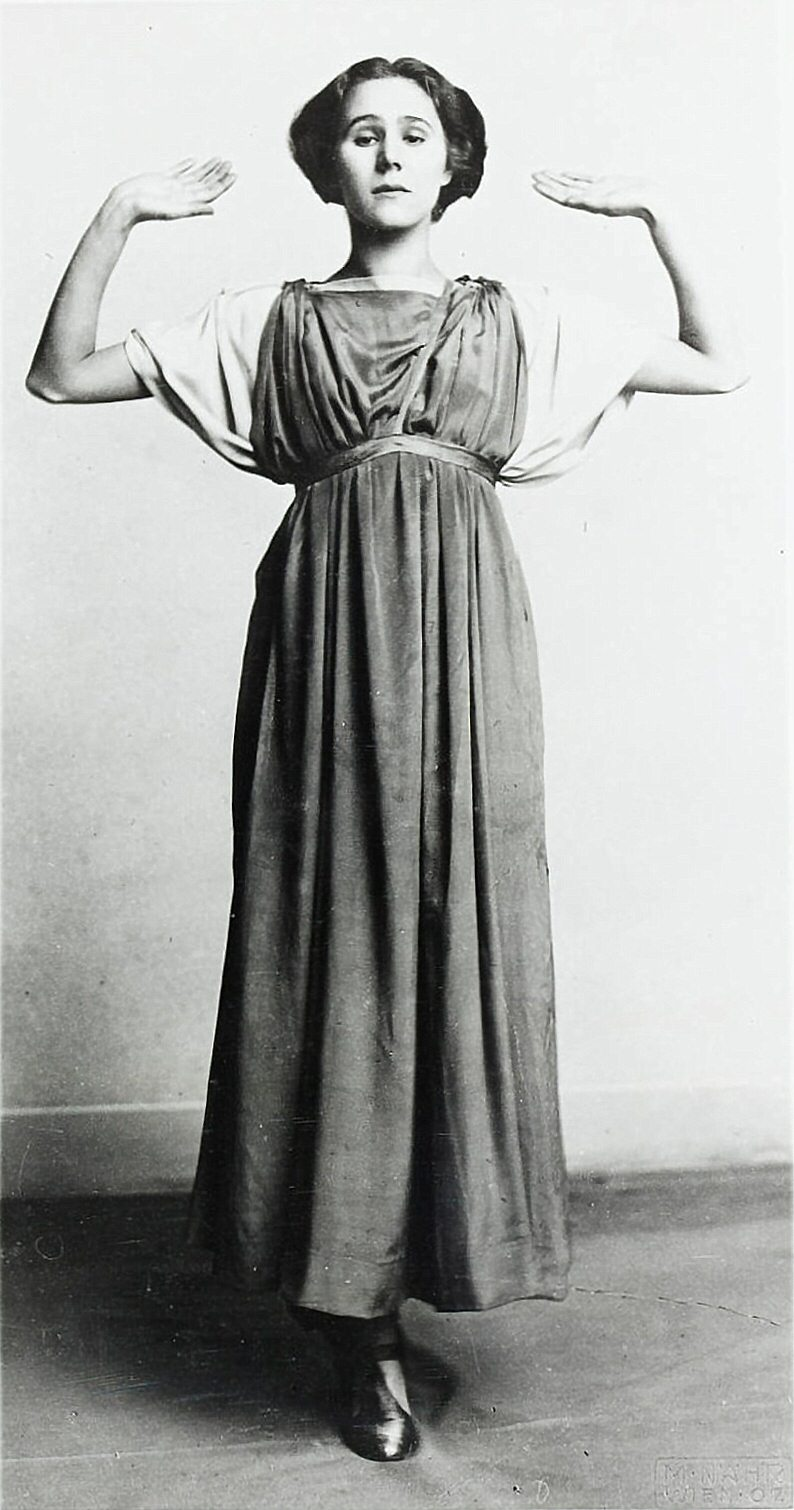
Grete Wiesenthal, 1906-1908.
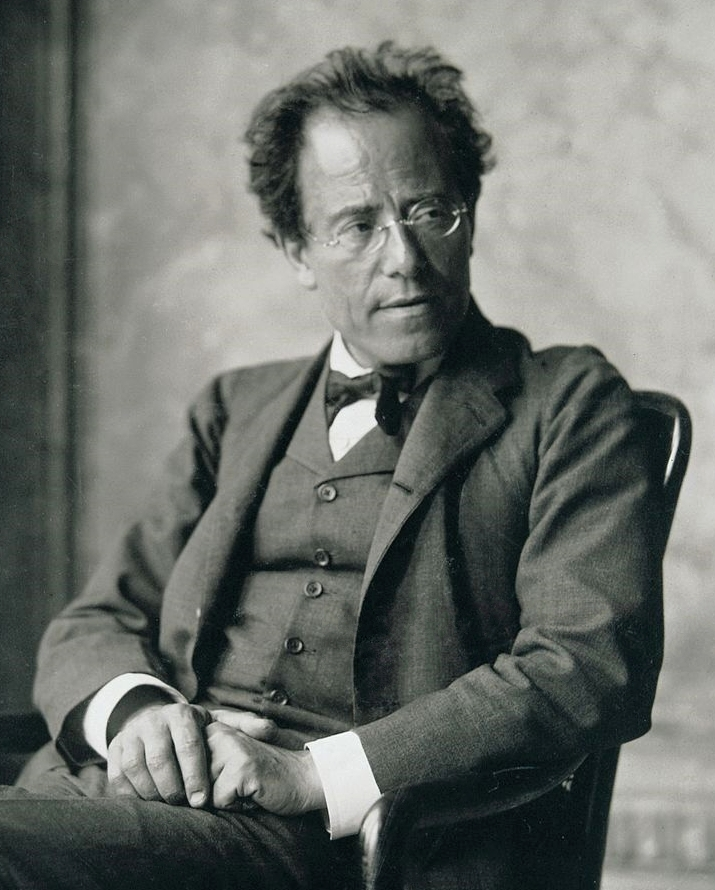
Gustav Mahler dans la foyer de l'opéra de Vienne, 1907[N 2].
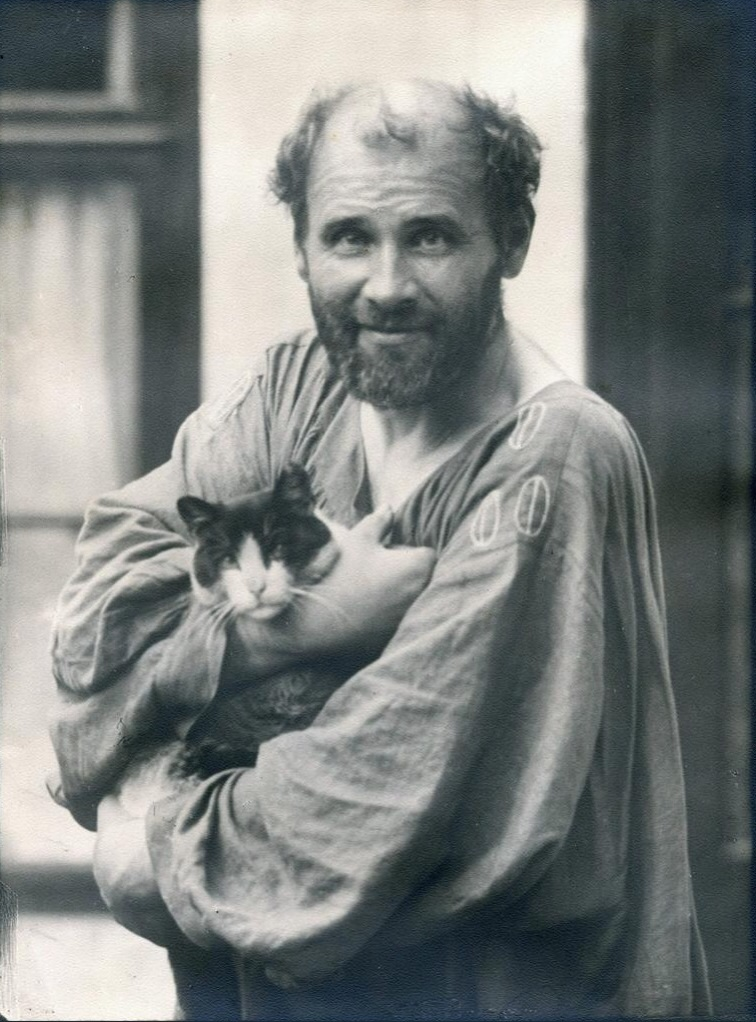
Gustav Klimt, 1910.
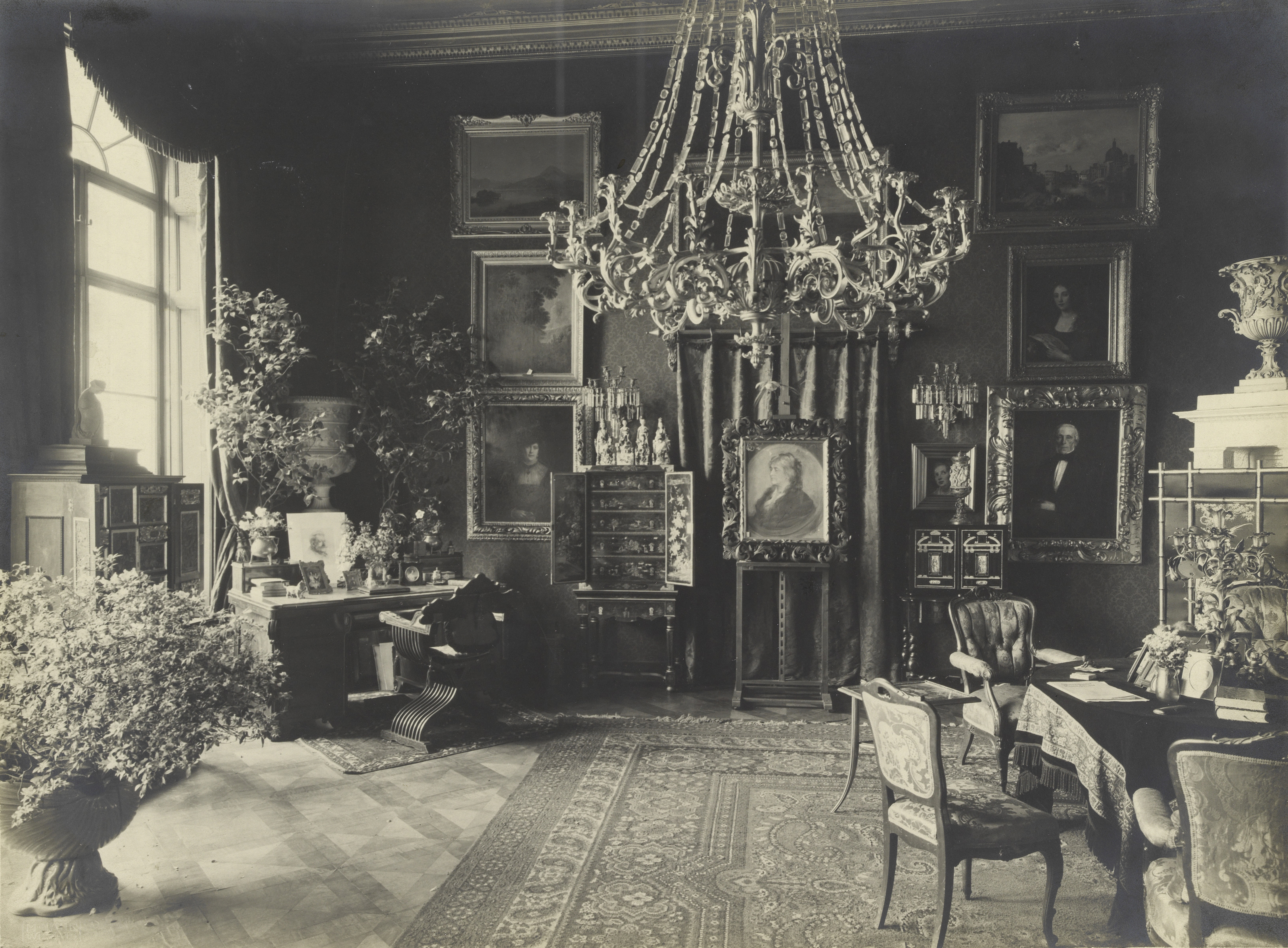
Intérieur de la Villa Wertheimstein à Vienne, 1912.
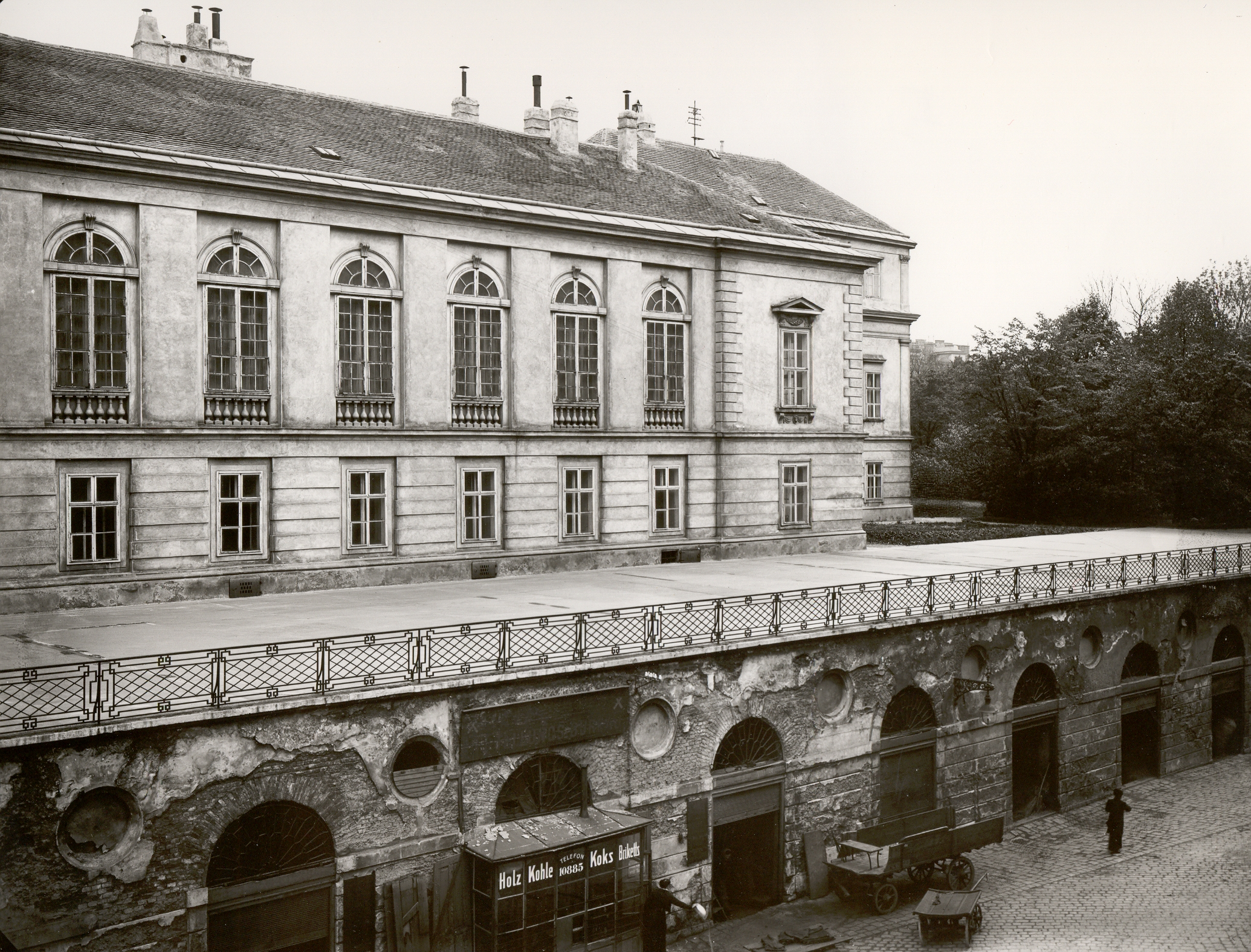
Le palais Modena à Vienne, 1916.
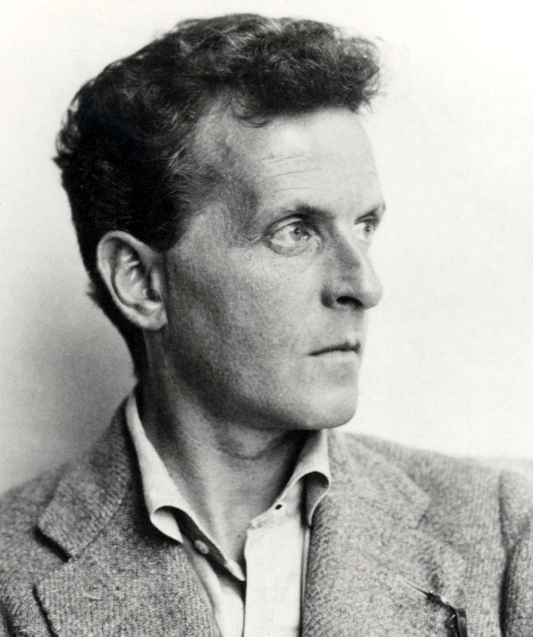
Ludwig Wittgenstein, 1930.